# مدل متن به ویدئو
مدل‌های متن به ویدئو: انقلابی در تولید محتوای بصری
یک مدل یادگیری ماشینی است که از متن زبان طبیعی به عنوان ورودی برای تولید یک ویدئو استفاده می‌کند. در دهه ۲۰۲۰ پیشرفت‌ها در تولید ویدیوهای با کیفیت بالا و دارای متن عمدتاً ناشی از توسعه مدل‌‌های انتشاری بوده است. مدل سورا ساخته شرکت اوپن‌ای‌آی یک مدل متن به ویدئو است.
مدل‌های متن به ویدئو چیست؟ مدل‌های متن به ویدئو سیستم‌های مبتنی بر یادگیری ماشینی هستند که ورودی متنی را به ویدئوی متحرک تبدیل می‌کنند. این مدل‌ها از تکنیک‌های پیشرفته مانند مدل‌های انتشاری (diffusion models)، شبکه‌های عصبی عمیق و مدل‌های ترنسفورمر استفاده می‌کنند تا بتوانند خروجی‌های باکیفیت و واقع‌گرایانه ایجاد کنند. این فناوری به کاربران این امکان را می‌دهد که با یک توصیف ساده، ویدئوهایی متناسب با خواسته‌های خود تولید کنند.
مکانیسم عملکرد مدل‌های متن به ویدئو این مدل‌ها از چندین مرحله برای تبدیل متن به ویدئو استفاده می‌کنند:
1. تحلیل و درک متن: ابتدا مدل، ورودی متنی را پردازش کرده و اطلاعات کلیدی مانند شخصیت‌ها، محیط، حرکت و سبک بصری را استخراج می‌کند.
2. ایجاد قاب‌های کلیدی (Keyframes): مدل با استفاده از یادگیری عمیق، فریم‌های اولیه و ساختار کلی ویدئو را تولید می‌کند.
3. مدل‌های انتشاری و بهبود جزئیات: تکنیک‌های انتشاری برای افزایش وضوح و واقع‌گرایی تصویر مورد استفاده قرار می‌گیرند.
4. همگام‌سازی حرکت و ترکیب فریم‌ها: شبکه‌های عصبی وظیفه ترکیب فریم‌های تولید شده و ایجاد یک ویدئوی روان و منسجم را بر عهده دارند.
5. اضافه کردن صدا و افکت‌های نهایی: در برخی مدل‌ها امکان همگام‌سازی صوت و ایجاد موسیقی متن نیز وجود دارد.

پیشرفت‌های کلیدی در این حوزه در سال‌های اخیر، توسعه مدل‌های انتشاری و استفاده از یادگیری تقویتی باعث افزایش کیفیت و واقع‌گرایی ویدئوهای تولیدشده شده است. شرکت‌های بزرگی مانند OpenAI، Google و Meta در این حوزه سرمایه‌گذاری کرده و مدل‌های پیشرفته‌ای را معرفی کرده‌اند. یکی از برجسته‌ترین مدل‌ها، "Sora" محصول OpenAI است که قادر به تولید ویدئوهای بلند و باکیفیت از ورودی متنی است.
مزایا و کاربردها
- تولید محتوای سریع‌تر: این مدل‌ها روند تولید ویدئو را به‌شدت تسریع می‌کنند.
- کاهش هزینه‌ها: نیازی به تیم‌های بزرگ تولید محتوا و تجهیزات حرفه‌ای نیست.
- دسترسی گسترده: کاربران مختلف از طراحان تبلیغاتی تا فیلم‌سازان مستقل می‌توانند از این فناوری بهره ببرند.
- شخصی‌سازی و انعطاف‌پذیری: امکان تولید ویدئوهای اختصاصی برای نیازهای خاص وجود دارد.
- کاربرد در آموزش و سرگرمی: این مدل‌ها در تولید محتوای آموزشی، تبلیغاتی، انیمیشن و بازی‌های ویدئویی کاربرد گسترده‌ای دارند.

چالش‌ها و محدودیت‌ها با وجود پیشرفت‌های چشمگیر، مدل‌های متن به ویدئو همچنان با چالش‌هایی روبه‌رو هستند:
- محدودیت در درک مفاهیم پیچیده: برخی مدل‌ها هنوز در تولید ویدئوهایی با روابط پیچیده میان اشیا و شخصیت‌ها مشکل دارند.
- مسائل اخلاقی و حقوقی: استفاده از این فناوری برای تولید محتوای جعلی و سوءاستفاده‌های احتمالی نگرانی‌هایی را ایجاد کرده است.
- نیاز به منابع پردازشی بالا: پردازش و تولید ویدئوهای باکیفیت نیازمند توان محاسباتی بالا است.
- چالش‌های ادغام صوت و تصویر: برخی مدل‌ها هنوز در هماهنگی لب‌خوانی و حرکات بدن با صدا نواقصی دارند.

آینده مدل‌های متن به ویدئو انتظار می‌رود که در آینده نزدیک، مدل‌های متن به ویدئو از هوش مصنوعی مولد بهره بیشتری ببرند و قابلیت‌هایی همچون:
- تعامل بلادرنگ با کاربر برای ویرایش زنده ویدئو
- تولید ویدئوهای 3D و هولوگرافیک
- ترکیب هوش مصنوعی با ابزارهای فیلم‌سازی حرفه‌ای

نتیجه‌گیری مدل‌های متن به ویدئو تحولی شگرف در دنیای تولید محتوای دیجیتال به شمار می‌آیند. با توسعه بیشتر این فناوری، انتظار می‌رود که کاربردهای آن گسترده‌تر شده و به ابزاری قدرتمند برای تولید محتوای خلاقانه و شخصی‌سازی‌شده تبدیل شود. با این حال، توجه به چالش‌های اخلاقی و فنی این حوزه ضروری است تا بتوان از این فناوری به بهترین شکل استفاده کرد.